# Yannick Sagbo
Yannick Anister Sagbo-Latte (ur. 12 kwietnia 1988 w Marsylii) – urodzony we Francji piłkarz reprezentujący Wybrzeże Kości Słoniowej. Zawodnik klubu Umm-Salal.

## Kariera klubowa
Sagbo zaczął grać w piłkę w okolicznym klubie Bouc-Bel-Air. W 2004 roku dołączył do akademii AS Monaco. W sezonie 2007-08 grał w drużynie rezerw, która zdobyła mistrzostwo. Trafił 13 goli w 25 meczach.
13 maja 2008 roku podpisał swój pierwszy profesjonalny kontrakt z Monaco.
| Sezon   | Klub                    | Kraj    | Rozgrywki      | Mecze | Bramki | Rozgrywki Europy | Mecze | Bramki |
| ------- | ----------------------- | ------- | -------------- | ----- | ------ | ---------------- | ----- | ------ |
| 2008/09 | AS Monaco               | Francja | Ligue 1        | 3     | 0      | -                | -     | -      |
| 2009/10 | AS Monaco               | Francja | Ligue 1        | 15    | 0      | -                | -     | -      |
| 2010/11 | AS Monaco               | Francja | Ligue 1        | 1     | 0      | -                | -     | -      |
| 2010/11 | Evian TG                | Francja | Ligue 2        | 31    | 9      | -                | -     | -      |
| 2011/12 | Evian TG                | Francja | Ligue 1        | 33    | 10     | -                | -     | -      |
| 2012/13 | Evian TG                | Francja | Ligue 1        | 35    | 6      | -                | -     | -      |
| 2013/14 | Hull City               | Anglia  | Premier League | 28    | 2      | -                | -     | -      |
| 2014/15 | Hull City               | Anglia  | Premier League | 4     | 0      | -                | -     | -      |
| 2014/15 | Wolverhampton Wanderers | Anglia  | Championship   | 4     | 0      | -                | -     | -      |